# Hiromi Miyake
Hiromi Miyake –en japonés, 三宅 宏実, Miyake Hiromi– (Niiza, 18 de noviembre de 1985) es una deportista japonesa que compite en halterofilia. Su padre, Yoshiyuki Miyake, y su tío Yoshinobu Miyake también compitieron en halterofilia. 
Participó en cuatro Juegos Olímpicos de Verano, entre los años 2004 y 2016, obteniendo en total dos medallas, plata en Londres 2012 y bronce en Río de Janeiro 2016, en la categoría de 48 kg. Ganó dos medallas de bronce en el Campeonato Mundial de Halterofilia entre los años 2006 y 2015.

## Palmarés internacional
| Juegos Olímpicos   | Juegos Olímpicos                | Juegos Olímpicos  | Juegos Olímpicos |
| Año                | Lugar                           | Medalla           | Categoría        |
| ------------------ | ------------------------------- | ----------------- | ---------------- |
| 2012               | Londres (Reino Unido)           | Medalla de plata  | 48 kg            |
| 2016               | Río de Janeiro (Brasil)         | Medalla de bronce | 48 kg            |
| Campeonato Mundial |                                 |                   |                  |
| Año                | Lugar                           | Medalla           | Categoría        |
| 2006               | Santo Domingo (Rep. Dominicana) | Medalla de bronce | 48 kg            |
| 2015               | Houston (Estados Unidos)        | Medalla de bronce | 48 kg            |